# Barbitosz
A barbitosz (ógörög βάρβιτος) az ókori görög lírák családjába tartozó pengetős hangszer. Anyagában, felépítésében hasonlít a teknőcpáncél-testű khelüsz-lírához, de annál nyúlánkabb, húrjait kifeszítő karjai hosszabbak, más formájúak. Húrjai hosszabbak, hangolása ennek megfelelően mélyebb lehetett.

## Története
A barbitosz szó szinte bizonyosan nem görög eredetű, bár történtek kísérletek a görög nyelvből való származtatására. A hangszer neve nem szerepel Homérosz eposzaiban, sem a homéroszi himnuszokban. A barmosz hangszernév, amely talán a barbitosz névváltozata, Alkaiosz egy töredékében bukkan fel legkorábban. A khelüsz-lírával ellentétben e hangszert nem tekintették isteni eredetűnek, feltalálását Pindarosz Terpandrosznak tulajdonítja, későbbi szerzők Anakreóntól eredeztetik. A barbitosz szó Anakreónnál fordul először elő, és a hagyomány szerint ő volt, aki Hipparkhosz athéni türannosz meghívásának eleget téve a hangszert a görög félszigeten elterjesztette Kr. e. 525 körül. Ezek a legendák leginkább csak a barbitosz kis-ázsiai eredetét valószínűsítik, de az tény, hogy az attikai vázaképeken eléggé hirtelen tűnik fel a Kr. e. 6. század utolsó negyedében. A Kr. e. 5. század első felében népszerű lehetett, Kr. e. 440-től egyre ritkábban fordul elő, Kr. e. 400 körül pedig szinte teljesen eltűnik.

## Leírása

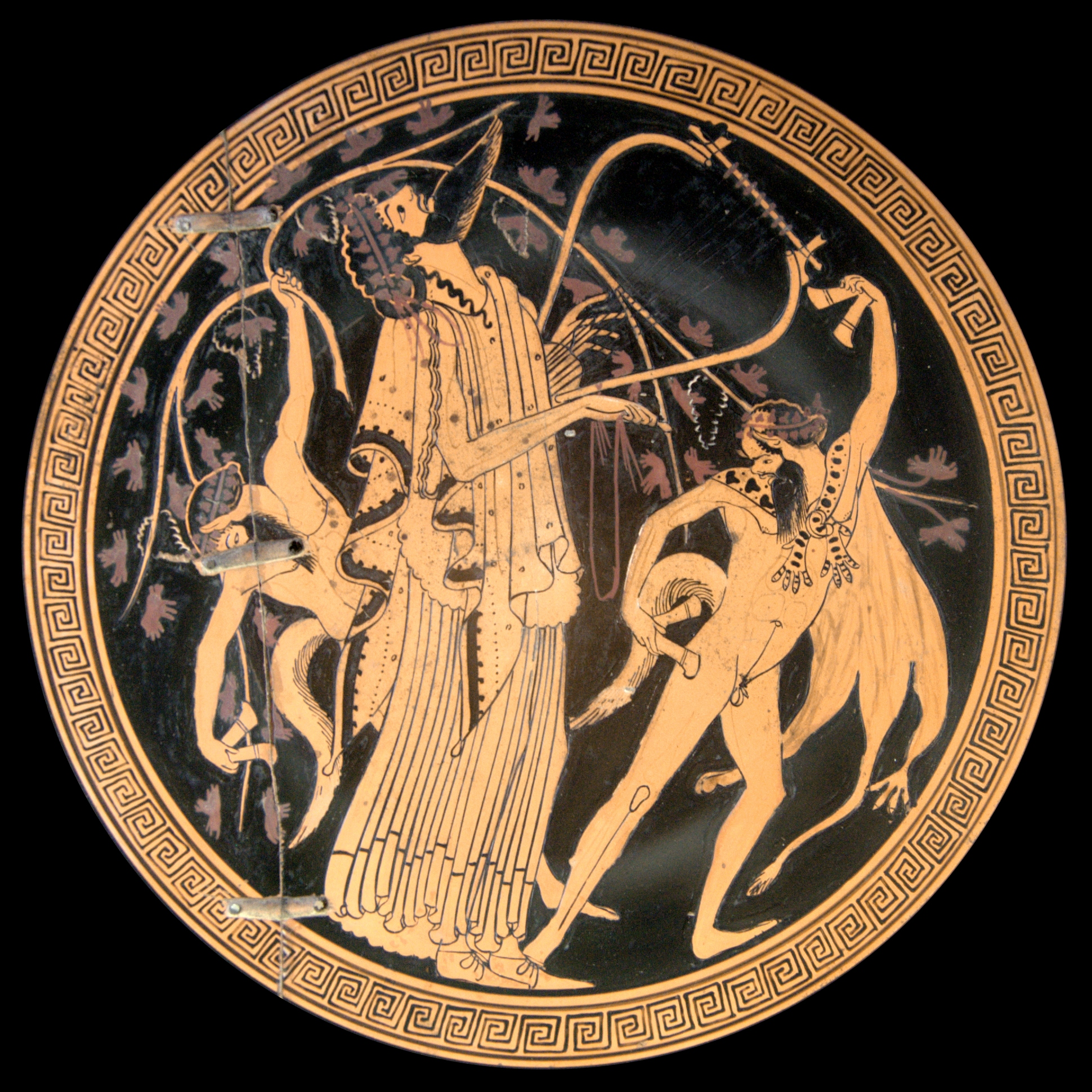
Dionüszosz barbitosszal

A barbitosz általános felépítése – a vázafestmények tanúsága szerint – az antik görög lírák családjának többi tagjával megegyezik: bélhúrjai (khordai) a test alsó részére rögzített húrtartótól (khordotonon) kiindulva a húrláb (magasz) érintésével a hangszertestből kinyúló két szimmetrikus nyúlványt (pékhüsz) összekötő vékony, hengerformájú keresztrúdhoz (zügon) futnak. Behangolni a keresztrúd körül elforgatható bőrgyűrűk (kóllopszok) segítségével lehet. A hangszer tartozéka még a szilárd tartást segítő karpánt (telamón) és a zsineghez kötött pengető (pléktron). Leggyakrabban hét húrja van.
A khelüsz-lírához hasonlóan a barbitosz a csészelírák közé tartozik, mivel teste egy teknős hátpáncéljából vagy ahhoz hasonló, csészeformára fából kifaragott hátrészből és az erre kifeszített bőr rezonánsból áll. A szembetűnő különbség a karok méretében, formájában mutatkozik. A khelüsz-lírához képest a karok jóval hosszabbak, hegyesebb szögben indulnak ki a testből, nagyjából hosszúságuk kétharmadáig egyenesek, majd közvetlenül a keresztrúd alatt – a frontális ábrázolásokon – szűk ívben egymással szembefordulnak. A ritka oldalnézeti ábrázolások szerint a karok nemcsak a húrok síkjában, de arra merőleges síkban is hajlítottak lehettek. A görbület után a húrokkal párhuzamosan futó rövid szakasz következik, a keresztrúd ezeket köti össze. Rezgő húrhosszúsága a khelüsz-líráénak nagyjából másfélszeresének tűnik, hangolása ennek megfelelően mélyebb lehetett.

## Használata

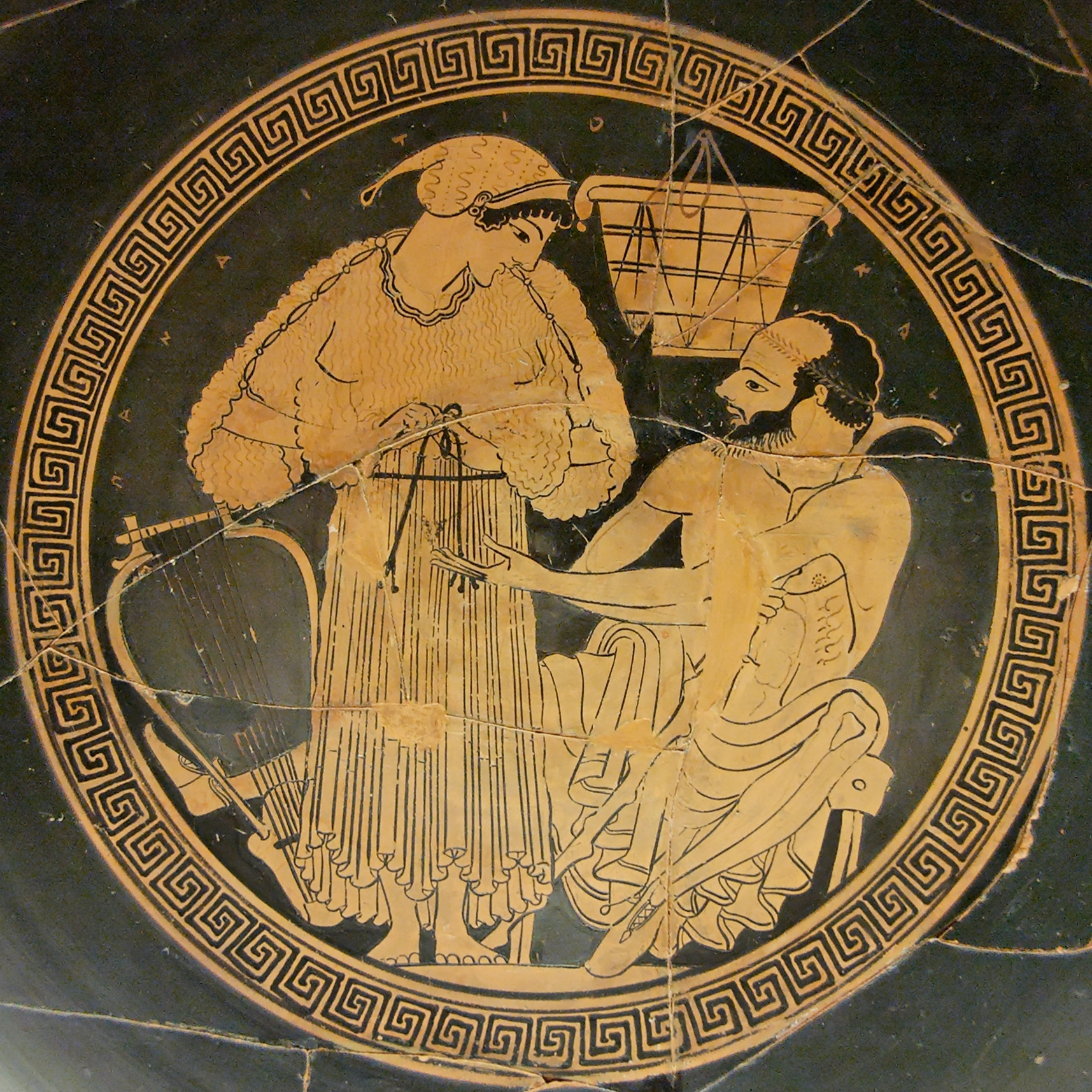
Mulatozó férfi és kurtizán barbitosszal

Ha az ókori görög ikonográfiában a khelüsz-líra a zenetanulást, a görög polgár műveltségét szimbolizálja, a kithara a zenei versenyeket, a virtuóz professzionalizmust, akkor a barbitosz leginkább az élvezetekkel, tivornyákkal, a mámorral, a szerelemmel áll kapcsolatban. A hangszert gyakran ábrázolják Dionüszoszhoz kötődő jelenetekben, szatírok, nimfák, sőt maga Dionüszosz is játszik rajta. Ráadásul ilyen képek jellemzően bor tárolására szolgáló edényeket, kratérokat, külixeket, amforákat stb. díszítenek. A halandók világából vett életképeken gyakran látható a hangszer mulatozó társaságok tagjainál amint egy lakomáról hazafelé, vagy egyik összejövetelről a másikra tartanak. Egy vörösalakos kalathoszon Szapphó és Alkaiosz látható, amint barbitoszon játszanak.
A hangszert Arisztotelész is megemlíti Politicájában: úgy véli, hogy a barbitosz – ugyanúgy, mint az aulosz, a trigónon, a szambüké stb. – nem zenetanulásra való, a feladata az, hogy élvezetet nyújtson.
A hangszer tartásának, megszólaltatásának módja a khelüsz-lírához hasonlónak tűnik: a zenész a bal karjára hurkolt pánt, telamón segítségével megdöntve tartja a hangszert, miközben a jobb kezében tartott pengetővel, plektronnal pengeti a húrokat. Mint a többi líraféleségnél, a bal kéz itt is részt vesz a hangok előállításában vagy tompításában, ennek mikéntje nem tisztázott. Hangját a khelüsz-líráéhoz hasonlóan fényesnek, néha zörgőnek írják le.